# Men in Black 3
Pour les articles homonymes, voir Men in Black.
Série Men in Black
Men in Black 2
(2002) Men in Black: International
(2019)
Pour plus de détails, voir Fiche technique et Distribution.
Men in Black 3 (siglé MIB3), ou Hommes en noir 3 au Québec, est un film américain réalisé par Barry Sonnenfeld, sorti en 2012.
C'est le troisième volet de la série de films, après Men in Black en 1997 et Men in Black 2 en 2002, inspirés de l'univers de fiction Men in Black.

## Synopsis
En 2012, le duo d'agents des « Men in Black » J et K fonctionne toujours après 15 ans d'association. J s'interroge de plus en plus sur les causes du caractère renfermé de son partenaire. L'agent O, qui a pris la succession de Z à la tête de l'agence, connaît les raisons et les garde pour elle. Sur la Lune, un extraterrestre boglodite brutal et dangereux, Boris l'Animal, s'évade et retourne sur Terre avec un objectif : tuer K, l'agent qui l'a capturé en 1969 en le privant de bras gauche. L'agent K assiste au retour de son vieil ennemi sur Terre, qui le défie et part en lui disant : « Tu es déjà mort, mais tu ne le sais pas encore ». L'agent K avoue à J que ne pas avoir tué Boris fut sa plus grande erreur, sans donner plus d'explications. J cherche donc de son côté des informations dans les archives de l'agence « Men in Black » ; certaines lui sont interdites d'accès. Dans la nuit qui suit, K disparait et seul J semble se souvenir de lui : pour le reste de l'agence, K est mort sur le terrain à Cap Canaveral le 16 juillet 1969. O comprend par le comportement de J que Boris a remonté le temps et tué K dans le passé, changeant le continuum espace-temps. La mort de K en 1969 a permis une brèche dans le système de sécurité de la Terre ouvrant aux boglodites son invasion. J remonte le temps à son tour, partant pour le 15 juillet 1969 afin de retrouver K avant le Boris du présent. Il utilise pour cela un dispositif créé par un compagnon de cellule de Boris, fonctionnant sur la vitesse accumulée. Il doit sauter du sommet du Chrysler Building ; le fils du compagnon lui explique avant de partir que si J est le seul à se souvenir de K, c'est parce qu'il a vécu les événements qui ont changé l'histoire.
Arrivé en 1969, J part pour Coney Island, où Boris a commis son premier meurtre. Là, Boris lui échappe et J est arrêté par K, alors âgé de 29 ans, qui l'emmène aux quartiers du MiB. J y rencontre une version plus jeune de l'agent O et le chef X. Il refuse de donner des informations jusqu'à ce que K le menace avec un neurolyseur géant. J admet donc venir du futur pour empêcher une invasion extraterrestre et pour arrêter Boris ; K le croit et suit les maigres indices dont J se souvient pour suivre Boris, ce qui les mènent dans un bowling puis dans la Fabrique, le repaire d'Andy Warhol, en réalité un repaire extraterrestre surveillé par l'agent W (Warhol lui-même). Ils y rencontrent aussi Griffin, un extraterrestre Arcadien capable de voir l'ensemble des futurs alternatifs. Celui-ci parvient ainsi à fuir avant que Boris ne vienne pour le tuer. J et K le retrouvent au Shea Stadium, où Griffin leur montre grâce à ses capacités la victoire du championnat de ligue nationale de baseball des Mets de New York avant de confier à K le bouclier Arcnet, un système de défense pour la Terre que K doit déployer. Peu après, Boris réapparait et enlève Griffin. Les deux agents utilisant des moto-monocycles poursuivent Boris et Griffin. Ils libèrent Griffin, Boris s'échappe, croyant avoir pris à Griffin une boite contenant l'Arcnet.
La version de Boris de 2012 utilise un dispositif identique à celui utilisé par J pour parvenir en 1969. Le Boris-1969 se rend compte qu'il a été floué par Griffin et que la boite ne contient que des pastilles de menthe. Le Boris-2012, qui n'a plus qu'un bras, rejoint à ce moment précis le Boris-1969, qui possède ses deux bras. Après une brève rencontre initialement très tendue par des reproches mutuels sur leurs failles et leurs échecs, ils se réconcilient pour unir leurs forces afin de réussir là où Boris-1969 avait échoué historiquement face à K, en perdant à cette occasion un bras.
Griffin informe que l'Arcnet doit être déployé en orbite terrestre. J et K découvrent que la solution rapide à disposition est d'utiliser la fusée Apollo 11 qui part le lendemain même. J, K et Griffin utilisent un moyen très rapide pour rejoindre Cap Canaveral : deux plateformes volantes à réacteur de l'agence.
Arrivés à Cap Canaveral, les deux agents et Griffin sont arrêtés avant d'approcher le site de la fusée par la police militaire. Ils sont remis à un Colonel qui est sur le point de les placer en détention. Griffin lui montre le futur et ce que J et K vont accomplir ; le Colonel les accompagne alors vers la fusée. Dans la colonne de lancement, J et K font face aux deux versions de Boris (celle de 1969 et celle de 2012). J utilise le voyage temporel pour prendre l'avantage sur son adversaire, le Boris-2012 et le pousser du sommet de la rampe. K parvient de son côté à détruire le bras gauche du Boris-1969 avant de déposer l'Arcnet au sommet de la fusée, permettant son déploiement. Le décollage de la fusée entraine la mort du Boris-2012, brûlé par le feu des réacteurs.
J part rejoindre K et le Colonel. Il voit K proposer au militaire de rejoindre le MiB. Le Colonel est tué par le Boris de 1969, juste avant que K ne tue celui-ci, cette fois sans hésitation. J voit un petit garçon sortir d'un véhicule et demander à voir son père ; J se reconnait dans l'enfant et comprend que le Colonel était son père. J voit ensuite K parler à l'enfant avant de le neurolyser et lui dire que son père est parti et qu'il doit se souvenir de lui comme d'un héros.
J retourne ensuite dans le présent et rejoint son partenaire âgé. Il lui fait comprendre qu'il connait maintenant l'histoire. En échange, K lui avoue que ce fut un honneur de l'avoir rencontré ce jour-là. Ils partent. Griffin, assis quelques sièges plus loin, apprécie d'avoir assisté à cette scène avant de voir que K n'a pas laissé de pourboire ; dans cette version, un astéroïde doit s'abattre sur Terre dans les minutes qui suivent. K revient déposer un billet et l'astéroïde est finalement détruit par une collision avec un satellite artificiel. Griffin avoue son soulagement aux spectateurs, brisant le quatrième mur.

## Fiche technique
Sauf indication contraire, les informations mentionnées dans cette section peuvent être confirmées par les bases de données cinématographiques IMDb et Allociné,  présentes dans la section « Liens externes ».
- Titre original : Men in Black 3 ou MIB3
- Titre français : Men in Black 3
- Titre québécois : Hommes en noir 3
- Réalisation : Barry Sonnenfeld
- Scénario : Etan Cohen, avec la participation non créditée de David Koepp et Jeff Nathanson, d'après les comics Men in Black de Lowell Cunningham
- Musique : Danny Elfman
- Direction artistique : Kasra Farahani, Luke Freeborn, W. Steven Graham, Kevin Ishioka, Maya Shimoguchi et Chris Shriver
- Décors : Bo Welch
- Costumes : Mary E. Vogt
- Photographie : Bill Pope
- Son : Tom Fleischman, Paul N. J. Ottosson, Oleg Kulchytskyi
- Montage : Don Zimmerman
- Production : Laurie MacDonald et Walter F. Parkes
  - Production déléguée : Steven Spielberg et G. Mac Brown
  - Production associée : Paul A. Levin
  - Coproduction : Joyce Cox et Riyoko Tanaka
- Sociétés de production[1] : 
  - États-Unis : Amblin Entertainment, en association avec Hemisphere Media Capital et Parkes/MacDonald Image Nation, présenté par Columbia Pictures
  - Émirats arabes unis : Imagenation Abu Dhabi FZ
- Société de distribution : Columbia Pictures (États-Unis) ; Sony Pictures Releasing France (France) ; Sony Pictures Releasing (Belgique, Québec)
- Budget : 225 millions de $[2]
- Pays de production :  États-Unis,  Émirats arabes unis
- Langues originales : anglais, ukrainien
- Format[3] : couleur (DeLuxe) - 35 mm / D-Cinema - 1,85:1 (Panavision) - son Dolby Digital | Datasat | SDDS | Sonics-DDP | Auro 11.1 | Dolby Surround 7.1 | Dolby Atmos
- Genre : science-fiction, action, fantastique, comédie
- Durée : 106 minutes
- Dates de sortie[4] :
  - France, Belgique, Suisse romande : 23 mai 2012[5],[6]
  - États-Unis, Québec : 25 mai 2012[7]
  - Émirats arabes unis : 9 décembre 2021 (sortie directement à la télévision)
- Classification[8] :
  - États-Unis : accord parental recommandé, film déconseillé aux moins de 13 ans (PG-13 - Parents Strongly Cautioned)[Note 1]
  - France : tous publics (conseillé à partir de 10 ans)[9],[10]
  - Belgique : tous publics (Alle Leeftijden)[5]
  - Suisse romande : interdit aux moins de 12 ans[11]
  - Québec : tous publics (G - General Rating)[7]
  - Émirats arabes unis : personnes de moins de 13 ans autorisées sous la surveillance d'un adulte (PG13)

## Distribution
- Will Smith (VF : Greg Germain ; VQ : Pierre Auger) : James Edwards III / Agent J (en)
- Tommy Lee Jones (VF : Samuel Labarthe ; VQ : Éric Gaudry) : Kevin Brown / Agent K
- Josh Brolin (VF : Samuel Labarthe ; VQ : Gilbert Lachance) : agent K en 1969
- Jemaine Clement (VF : Serge Biavan ; VQ : Patrick Chouinard) : Boris l'animal
- Emma Thompson (VF : Frédérique Tirmont ; VQ : Élise Bertrand) : agent O
- Michael Stuhlbarg (VF : Arnaud Bedouët ; VQ : Benoît Brière) : Griffin
- Alice Eve (VF : Christèle Billault ; VQ : Violette Chauveau) : agent O en 1969
- Nicole Scherzinger : Lily, la petite amie de Boris
- Bill Hader (VF : Pierre-François Pistorio) : Andy Warhol / agent W
- Will Arnett (VF : Philippe Valmont) : agent AA
- Mike Colter (VF : Olivier Vagneux) : le colonel James Edwards II
- Keone Young (VF : Gérard Surugue) : M. Wu
- Lady Gaga[12] : la mère des extraterrestres
- Justin Bieber[12] : un extraterrestre
- David Rasche : agent X
- Lanny Flaherty : Obadiah Price
- Michael Chernus (VF : Salvatore Ingoglia ; VQ : Guillaume Cyr) : Jeffrey Price
- Tony Joe (VF : Bertrand Liebert) : Tommy Agee
- Cayen Martin : James Edwards III en 1969
- Tim Burton : Un alien
- Lenny Venito : le meneur au bowling
- Tony Shalhoub : un vendeur dans un kiosque à journaux en 1969 (non crédité)

 Source et légende : version française (VF) sur RS Doublage, Allodoublage et Voxofilm
 Source et légende : version québécoise (VQ) sur Doublage.qc.ca

## Production

### Genèse du projet
Le projet est annoncé le 1er avril 2009 par Rory Bruer, le président de Sony Pictures Entertainment, lors d'une conférence de presse Sony à la ShoWest Convention. En octobre 2009, le scénariste Etan Cohen est officiellement engagé pour écrire le script.
En juin 2010, David Koepp est engagé pour remanier le script.

### Attribution des rôles

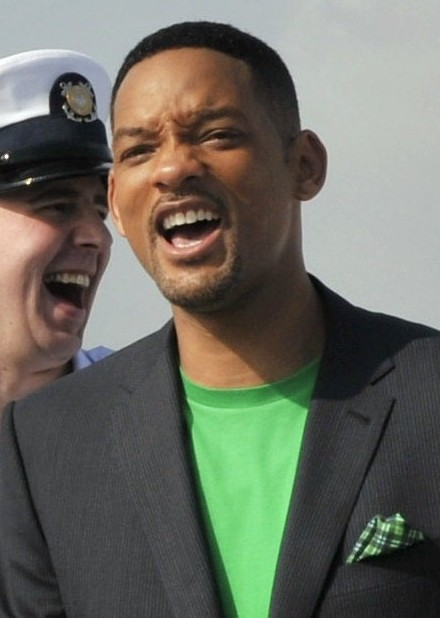
La vedette Will Smith en mai 2012, quelques mois avant la sortie du film.

La participation de Will Smith a été confirmée en mars 2010, suivie par celle de Tommy Lee Jones, longtemps hésitant, en mai 2010.
Le nom de Sacha Baron Cohen est évoqué pendant un moment mais il s'agit de rumeurs infondées. Alec Baldwin et Sharlto Copley avaient été engagés pour jouer dans le film mais ils ont quitté le projet pendant le tournage. Baldwin devait jouer le jeune agent Z dans les années 1960,. Rip Torn ne revient pas en tant que Z dans ce troisième volet
La chanteuse de R'n'B, ancienne meneuse des The Pussycat Dolls, Nicole Scherzinger apparaît dans ce troisième film. Une autre chanteuse, Lady Gaga, fait une petite apparition dans le film en tant qu'alien.

### Tournage
Le tournage du film débute le 16 novembre 2010 Mais le tournage est marqué par plusieurs arrêts dès décembre 2010. Les problèmes seraient liés au script, inachevé au début du tournage, et qui aurait nécessité un remaniement en pleine production, notamment pour les scènes se déroulant dans le passé. Ainsi, le tournage aurait été divisé en deux, la première se concentrant ainsi sur les scènes déjà écrites et se déroulant dans le présent. Le tournage reprend officiellement en avril 2011.
Lieux de tournage
- Coney Island, Brooklyn, New York[29]
- Kaufman Astoria Studios, Queens, New York
- Los Angeles (Californie)
- Sony Pictures Studios, Culver City (Californie)

## Musique
Bandes originales de Men in Black
Men in Black 2
(2002) Men in Black: International
(2019)
En mars 2012, il est révélé que la chanson phare du film sera interprétée par le rappeur Pitbull et intitulée Back in Time. Le titre contient un sample du tube des années 1950 Love Is Strange de Mickey & Sylvia. Pitbull et la chanteuse colombienne Shakira ont aussi collaboré pour une autre chanson du film, Get It Started. Ces chansons ne figurent pas sur l'album de la bande originale.
Le film fait par ailleurs référence au groupe The Rolling Stones en faisant passer Mick Jagger pour un extra-terrestre et en diffusant la chanson 2000 Light Years From Home lors de l'arrivée dans le passé de l'agent J. Autre clin d’oeil au rock anglais de la fin des années 60, dans la scène avec Andy Warhol dans laquelle K et J tentent d’intercepter le méchant Boris, on peut entendre en fond sonore l’intégralité de la chanson Pictures of Matchstick Men du groupe anglais Status Quo.
La musique Empire State of Mind de Jay-Z et Alicia Keys est utiliser lorsque J revient du passé, et retrouve son compagnon K au bar habituel (montrer dans toutes la saga) en train de suivre le rythme de la musique.
Toute la musique est composée par Danny Elfman.
| 1.  | Men in Black 3 (Main Titles)          | 5:54 |
| 2.  | Spiky Bulba                           | 2:17 |
| 3.  | The Set-Up                            | 3:35 |
| 4.  | Headquarters                          | 1:59 |
| 5.  | Regret                                | 3:03 |
| 6.  | Wrong                                 | 1:02 |
| 7.  | Not Funny                             | 1:48 |
| 8.  | Big Trouble                           | 1:14 |
| 9.  | Out on a Limb                         | 2:00 |
| 10. | Time Jump                             | 1:14 |
| 11. | Bad Fortune                           | 1:14 |
| 12. | Forget Me Not                         | 1:27 |
| 13. | Into the Past                         | 1:37 |
| 14. | Griffin Steps Up                      | 1:40 |
| 15. | True Story                            | 0:41 |
| 16. | The Prize – Monocycles                | 3:56 |
| 17. | Boris Meets Boris                     | 1:26 |
| 18. | Under the Bridge                      | 5:51 |
| 19. | The Mission Begins                    | 5:27 |
| 20. | Mission Accomplished                  | 3:07 |
| 21. | A Close One                           | 1:33 |
| 22. | Men in Black 3 – Main Title Revisited | 1:33 |

## Accueil

### Accueil critique
Sur l'agrégateur américain Rotten Tomatoes, le film récolte 68 % d'opinions favorables pour 251 critiques. Sur Metacritic, il obtient une note moyenne de 58⁄100 pour 38 critiques.
En France, le site Allociné attribue une note moyenne de 3,3⁄5 à partir de l'interprétation de 17 critiques de presse.

### Box-office
| Pays ou région | Box-office        | Date d'arrêt du box-office | Nombre de semaines |
| -------------- | ----------------- | -------------------------- | ------------------ |
| États-Unis     | 179 020 854 $,    | 9 septembre 2012           | 16                 |
| France         | 2 129 210 entrées | 21 août 2012               | 13                 |
| Monde          | 624 026 770 $     | 9 septembre 2012           | -                  |

Le film totalise 624 026 770 $ de recettes dans le monde, dont 179 020 854 $ aux États-Unis, pour un budget d'environ 225 000 000 $. Le film est le moins bon de la saga sur le sol américain, mais bat les deux premiers films dans le monde entier.
En France, le film enregistre 2 129 210 entrées, dont 558 301 à Paris. Ce 3e volet est bien loin des 5 799 742 entrées de Men in Black et des 4 707 082 entrées de Men in Black 2.

## Distinctions
Entre 2012 et 2013, le film Men in Black 3 a été sélectionné 14 fois dans diverses catégories et a remporté 1 récompense.

### Récompenses
2013
- Prix BMI du cinéma et de la télévision : Prix BMI de la meilleure musique de film pour Danny Elfman.

### Nominations
2012
- Bande-annonce d'or :
  - Meilleure bande-annonce blockbuster de l'été 2012 pour Sony Pictures Entertainment et The Ant Farm,
  - Meilleur spot télévisé à succès de l’été pour Columbia Pictures.
- Prix du jeune public :
  - Meilleure voleuse de scène pour Nicole Scherzinger,
  - Meilleure alchimie pour Josh Brolin et Will Smith,
  - Meilleur acteur de l'été pour Will Smith,
  - Meilleur film d'action / aventure de l'été,
  - Meilleur méchant pour Jemaine Clement.
- Prix Rondo Hatton horreur classique (Rondo Hatton Classic Horror Awards) : Meilleur film pour Barry Sonnenfeld.

2013
- Prix du choix des enfants : Acteur de cinéma préféré pour Will Smith.
- Prix du guide de cinéma (MovieGuide Awards) : Meilleur film pour un public mature.
- Prix du public : Film d'action préféré.
- Prix nationaux du cinéma russe (Russian National Movie Awards) : Meilleure comédie étrangère de l'année.
- Société des effets visuels : Meilleures maquettes dans un film pour Craig Feifarek, Hee-Chel Nam, Eric Neill et Taehyun Park (pour le lancement de Apollo à Cap Canaveral).